# بحيرة أوموديو
بحيرة أوموديو (بالإيطالية: Lago Omodeo) هي بحيرة صناعية تقع في جزيرة سردينيا الإيطالية، ضمن مقاطعة أرستانو في الجزء الغربي من الجزيرة، تُعد من أكبر البحيرات الصناعية في إيطاليا.

## الجغرافيا
تكونت البحيرة نتيجة إنشاء سد على نهر تيرسو، وهو أطول أنهار سردينيا، وقد تم الانتهاء من بناء البحيرة في أوائل القرن العشرين، ثم توسعت لاحقًا بفضل بناء سد جديد في التسعينيات. تبلغ مساحة البحيرة أكثر من 29 كيلومترًا مربعًا، وتلعب دورًا مهمًا في تنظيم المياه والري.

## الأهمية
تُستخدم بحيرة أوموديو لتوليد الطاقة الكهرومائية، وتوفير مياه الري للزراعة، بالإضافة إلى دورها البيئي في مكافحة الفيضانات، كما تُعد موقعًا لهواة الطيور والطبيعة، رغم محدودية النشاط السياحي مقارنةً ببحيرات إيطالية أخرى.